# Gustav Assmann (Jurist)
Gustav Anton Hermann Assmann (* 8. Juni 1887 in Berlin; † 11. März 1950 in Rangsdorf) war ein deutscher Jurist. Er war Rechtsanwalt, Notar und Geschäftsführer der am 1. August 1933 gegründeten Reichstheaterkammer.

## Leben
Er war der Sohn des Feldwebels der Berliner Schlosskompanie, Gustav Assmann, und wuchs in Berlin um die Wende vom 19. zum 20. Jahrhundert auf. Nach dem Besuch des Gymnasiums studierte er Rechtswissenschaften von 1905 bis 1909 an der Universität in Berlin. 1910 wurde er Referendar und 1912 promovierte er zum Dr. jur. Das Thema seiner Dissertation lautete Die zivilrechtlichen Folgen der Nichtverkündung von Testamenten. Von 1915 bis 1918 nahm er aktiv am Ersten Weltkrieg teil und war Angehöriger verschiedener Feldartilleriekompanien.
Seit 1920 war Gustav Assmann als niedergelassener Rechtsanwalt und ab 1927 zusätzlich als Notar in Berlin tätig.
Zum 1. Mai 1933 trat er der NSDAP bei (Mitgliedsnummer 2.010.235). Im Dezember 1933 erfolgte seine Ernennung zum Präsidialrat der Reichstheaterkammer. Mindestens bis 1935 arbeitete Assmann für das Reichsministerium für Volksaufklärung und Propaganda. 1935 wurde er als Geschäftsführer von Alfred Frauenfeld nach zwei Dienstjahren abgelöst. In dieser Zeit war Gustav Assmann an den Entscheidungen über die Eingliederung der zum Tätigkeitsbereich der Reichskulturkammer gehörenden Verbände und Vereinigungen und an der aktiven gutachterlichen Unterstützung des Reichsministeriums für Volksaufklärung und Propaganda bei der Erledigung der Anträge auf Bestätigung von Intendanten sowie an der Zulassung von Theateraufführungen jeglicher Art beteiligt. 
Er war Mitglied im Bund Nationalsozialistischer Deutscher Juristen (BNSDJ) und der Akademie für deutsches Recht.
Nach dem Zweiten Weltkrieg ist er bis 1950 als Notar in Rangsdorf nachweisbar.

## Schriften (Auswahl)
- Die zivilrechtlichen Folgen der Nichtverkündung von Testamenten, Berlin, 1913.
- Die Theaterspielerlaubnis nach § 32 der Reichsgewerbeordnung. Praktischer Wegweiser für Verwaltungsbehörden, Schauspielunternehmen und sonstige Theaterinteressenten, Berlin, 2., verm. u. verb. Aufl., 1925.
- (mit Arthur Rosenmeyer): Bühnenvertragsrecht. Mit kurzen Erläuterungen, Berlin, 1926.